# Adolf von Thadden
Adolf von Thadden (Trieglaff, 7 luglio 1921 – Bad Oeynhausen, 16 luglio 1996) è stato un politico tedesco.

## Biografia
Nato a Trieglaff (ora Trzygłów, in Polonia), nel 1939 von Thadden aderì al Partito Nazionalsocialista ed in seguito partecipò alla seconda guerra mondiale nelle truppe corazzate. Nel 1945 fu catturato in Polonia, da dove riuscì a fuggire l'anno seguente e quindi a riparare nella Germania Occidentale. Esponente della destra, per anni fece capo alla organizzazione Sammler der nationalen Rechten; nel 1964 fu tra i fondatori del Partito Nazionaldemocratico di Germania (Nationaldemokratische Partei Deutschlands), partito di estrema destra che ha ottenuto alcuni successi locali alle elezioni amministrative.